# Longuda (peuple)
Pour les articles homonymes, voir Longuda.
Les Longuda sont une population d'Afrique de l'Ouest vivant à l'est du Nigeria, dans la haute vallée de la Bénoué, entre les monts Muri et la rivière Gongola, principal affluent de la Bénoué.

## Langue
Leur langue est le longuda, une langue adamawa-oubanguienne dont le nombre de locuteurs était estimé à 32 000 en 1973.

## Culture

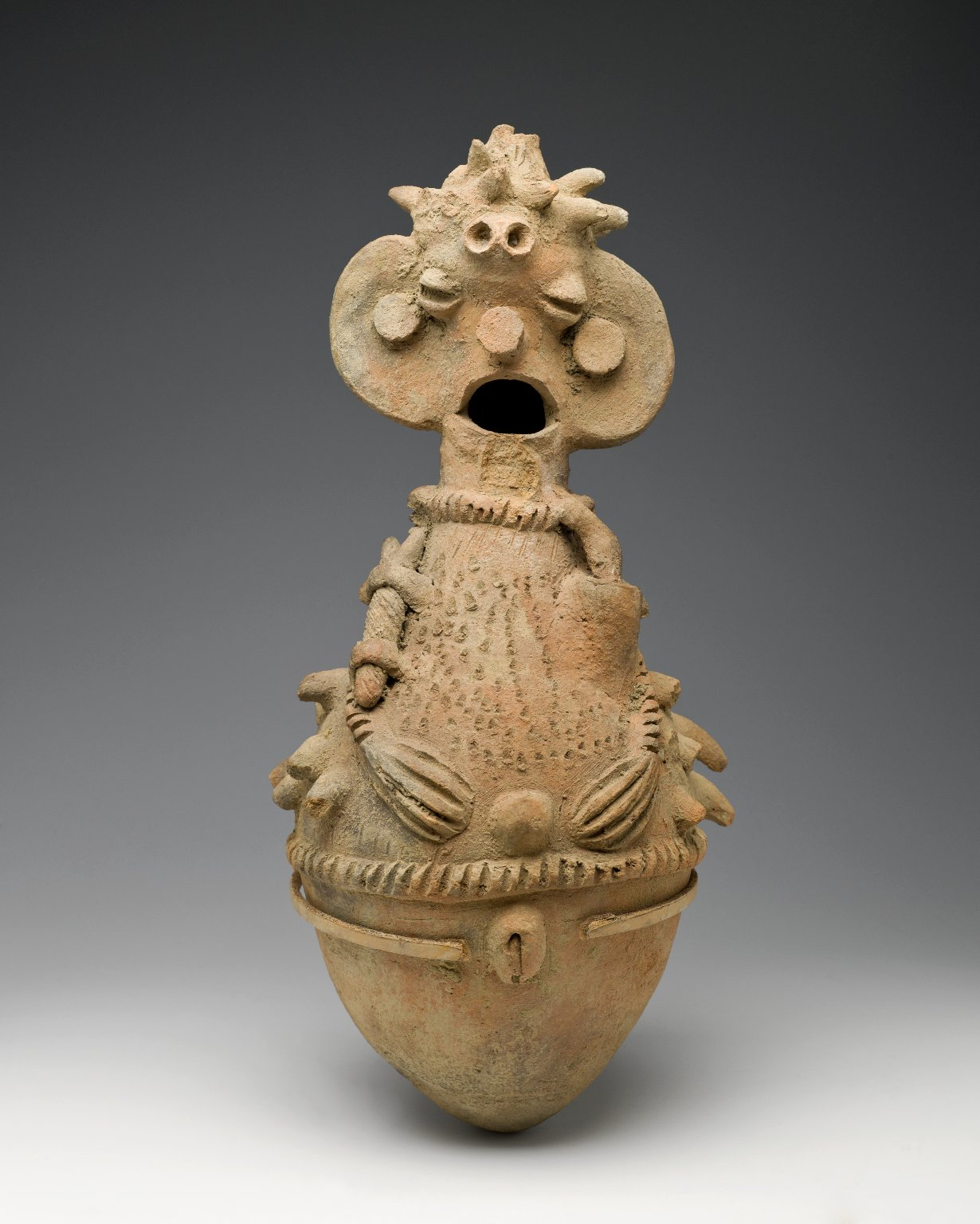
Récipient de divination et de guérison en terre cuite
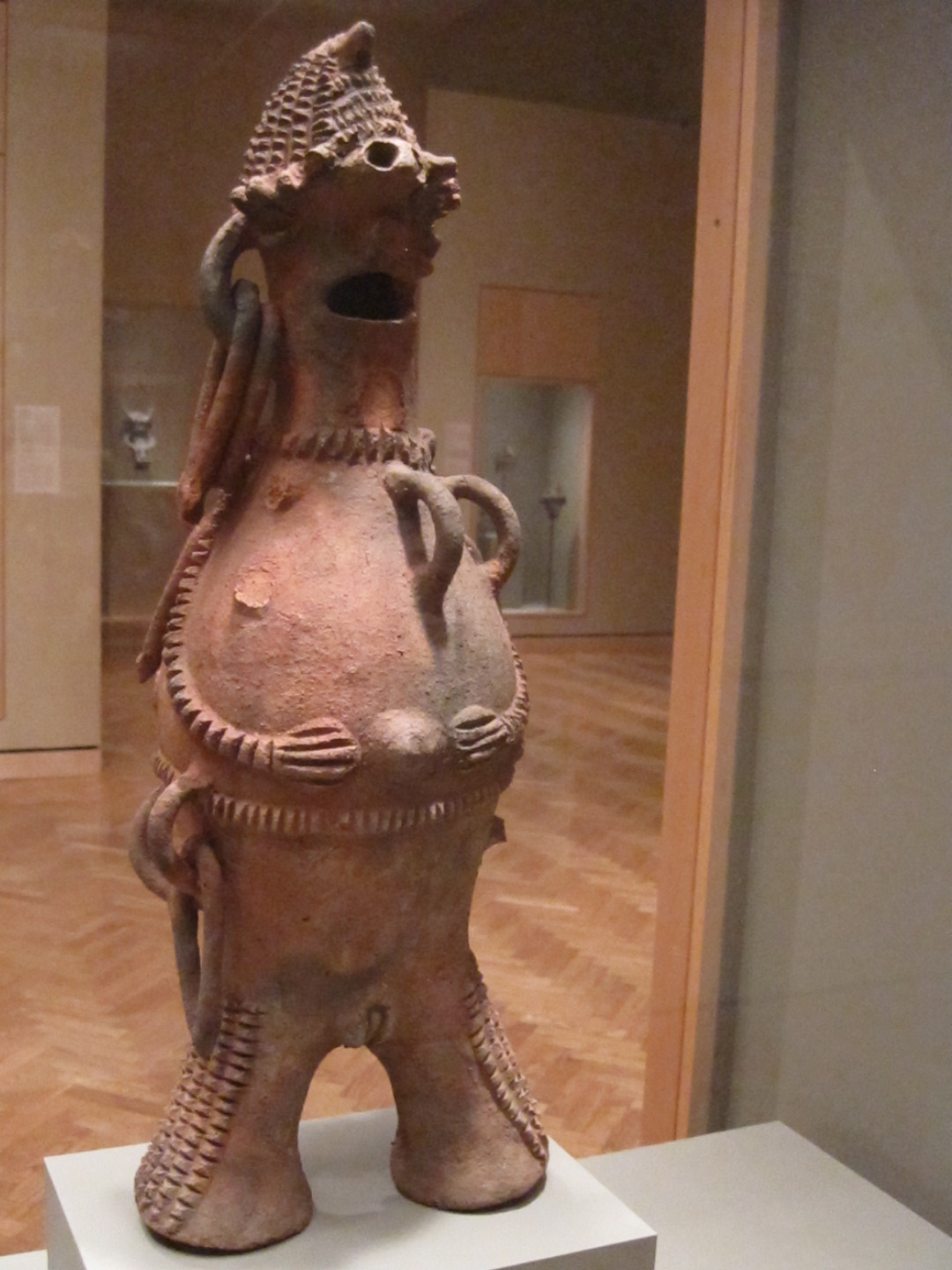
Figure de divination et de guérison en terre cuite
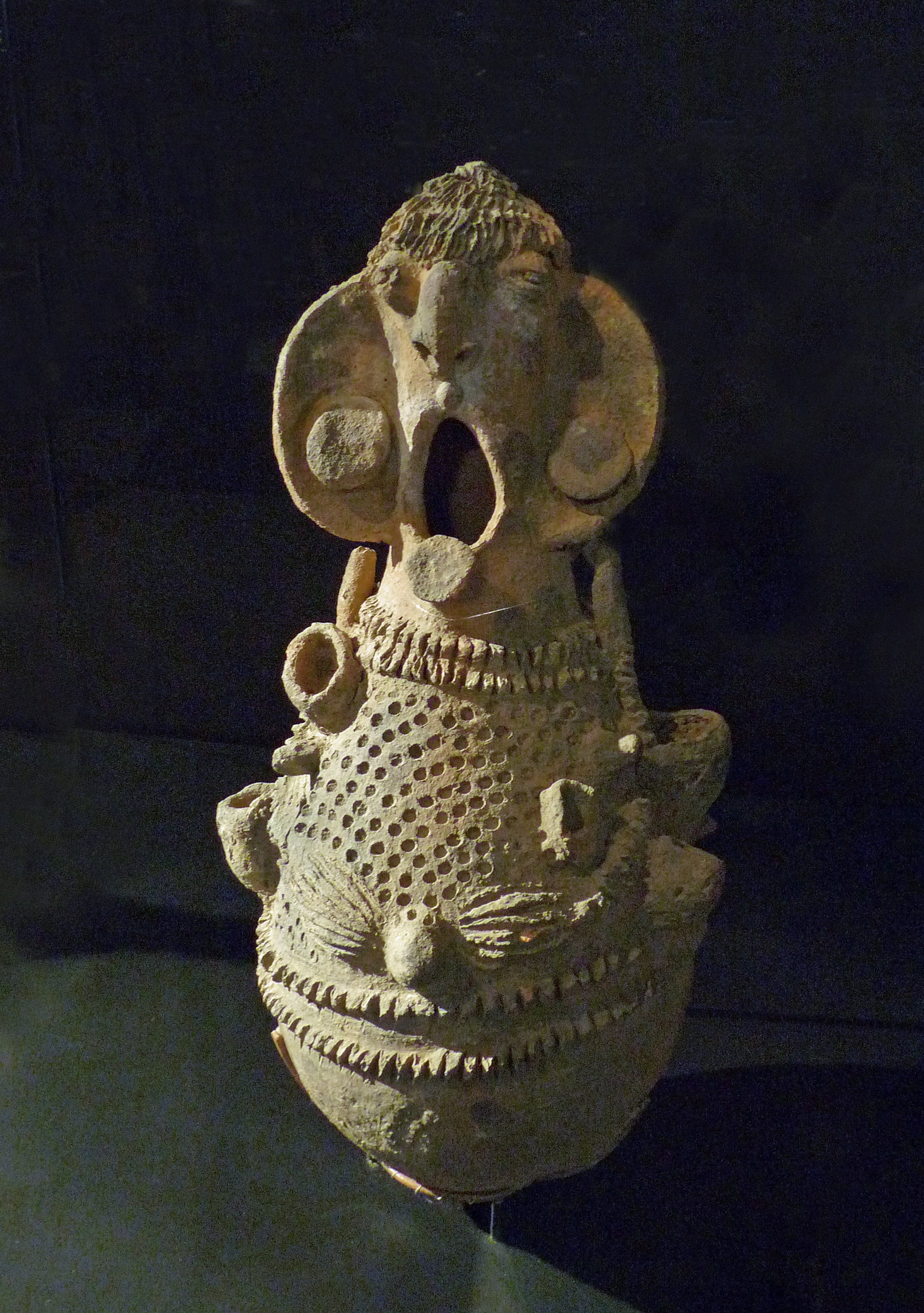
Récipient de guérison kwandalwa